# Viaduc de la Dordogne
Ne doit pas être confondu avec Viaduc de la Dordogne (LGV Sud Europe Atlantique).
Le viaduc de la Dordogne est un pont autoroutier qui permet à l'autoroute A20 de franchir la vallée de la Dordogne sur le territoire de la commune de Pinsac près de Souillac dans le département du Lot en France.